# Dicranomyia (Dicranomyia) claribasis
Dicranomyia (Dicranomyia) claribasis is een tweevleugelige uit de familie steltmuggen (Limoniidae). De soort komt voor in het Neotropisch gebied.